# Nasalsa
Nasalsa je bila v obdobju Petindvajsete egipčanske dinastije  kraljica nubijskega Kraljestva Kuš, * 7. stoletje pr. n. št., † 7. ali 6. stoletje pr. n. št.
Znana je z ušabtijev, nekaj napisov na tablicah in čašah, stele, posvetilnega napisa in besedila iz Kave v Sudanu. Dodson domneva, da je imenovana tudi na   ustoličitveni steli Atlanerse in izvolitveni in posvojitveni steli kralja Aspelte. Obe steli sta z Džebel Barkala.

## Življenje
Nasalsa je bila hčerka kralja Atlanerse, sestra-žena kralja Senkamaniskena in mati kraljev Anlamanija in Aspelte in kraljice Madiken.
Na Anlamanijevi steli (Kava VIII) je odlomek, v katerem so poklicali Nasalso in je našla svojega sina na prestolu:
Med kraljevimi sestrami je bila kraljeva mati Nasalsa, naj živi večno. Kraljeva mati, sladkost ljubezni, je bila gospodarica vseh žena. Njegovo veličanstvo je poslalo spremljevalce, da bi jo pripeljali. Ugotovila je, da se njen sin pojavlja kot Hor na svojem prestolu. Bila je zelo vesela, ko je videla lepoto njegovega veličanstva.
Aspeltova Posvojitvena stela se nanaša na Nasalso kot na kraljevo sestro, kraljevo mater, gospodarico Kuša in hčerko Raja. Napis pravi, da je bila Nasalsa hči kraljeve sestre Adoratriks iz Amon-Rajevega templja v Tebah. Razmerje je najverjetneje poteklo preko posvojitve, ker je veljalo, da je Adoratriks v Tebah v celibatu. "Rajeva hčerka" je naslov, ki ga je kot kraljica Kuša prva uporabila Nasalsa.